# Si-Vis: The Sound of Heroes
Si-Vis: The Sound of Heroes es una próxima serie de televisión de anime original japonesa producida por Aniplex y Sony Music Entertainment Japan.

## Personajes
Yosuke
 Seiyū: Daisuke Namikawa
Siren (セイレーン Seirēn?)
 Seiyū: Ayane Sakura
μ
 Seiyū: Akari Kitō
Sōji (ソウジ?)
 Seiyū: Nobunaga Shimazaki
June
 Seiyū: Soma Saito

## Producción y lanzamiento
La serie está escrita por Fumiaki Maruto y cuenta con diseños de personajes originales de Hidari. La serie se estrenará en Fuji TV en octubre de 2025.